# Església de Bòsnia
L'Església de Bòsnia (bosnià: Crkva Bosanska/Црква Босанска) fou una església cristiana a la Bòsnia medieval. Aquesta branca era independent de les jerarquies catòlica romana i ortodoxa, i era considerada herètica.
Tradicionalment, els historiadors han associat l'església amb els bogomils, malgrat que es discuteix. Els seguidors de l'església s'anomenaven krstjani (cristians) o dobri Bošnjani (bons bosnians). L'organització i creences de l'església són poc clars a causa de la manca de registres que han sobreviscut; la major part del coneixement prové de fonts externs, primàriament ortodoxes orientals.

## Context

### Cisma
Les missions cristianes que emanaven de Roma i Constantinoble van començar a empènyer cap als Balcans el segle ix, cristianitzant els eslaus meridionals. Van establir fronteres entre jurisdiccions eclesiàstiques de la Seu de Roma i la Seu de Constantinoble. El Gran Cisma d'Orient va portar a l'establiment del catolicisme romà a Croàcia i bona part de Dalmàcia, mentre que l'ortodòxia oriental va prevaldre a Sèrbia. Entre les dues regions, Bòsnia era nominalment sota Constantinoble, i el catolicisme mai s'hi va establir fermament a causa d'una organització eclesiàstica feble i comunicacions pobres. Així, la Bòsnia medieval va ser terra de ningú en matèria religiosa més que un punt de trobada entre les dues religions, fet que va portar a una història religiosa única i l'aparició d'una església «independent i lleugerament herètica».
L'Església Catòlica Romana i l'Ortodoxa Oriental van predominar en parts diferents de l'actual Bòsnia i Hercegovina; els catòlics es concentraven majoritàriament a l'oest, al nord i al centre de Bòsnia, mentre que els ortodoxos predominaven a la major part de Zachlumia (actual Hercegovina) i a la frontera oriental de Bòsnia. Això va canviar a mitjan segle xiii, quan l'Església de Bòsnia va començar a eclipsar la romana. Mentre que Bòsnia seguia sent nominalment catòlica durant la plena edat mitjana, el bisbe de Bòsnia era un clergue local escollit pels bosnians i enviat posteriorment a l'arquebisbe de Ragusa per ser ordenats. Tot i que el papa ja insistia en l'ús del llatí com a llengua litúrgica, els catòlics bosnians van mantenir l'eslau eclesiàstic.

### Abjuració i croada
Vukan, governant de Dioclea, va escriure al papa Innocenci III el 1199 que Kulin, dirigent de Bòsnia, havia esdevingut herètic, juntament amb la seva dona, germana, altres parents seus i deu mil bosnians més. L'arquebisbe de Spalato, que competia pel control de Bòsnia, es va afegir a Vukan i va acusar l'arquebisbe de Ragusa de negligir la seva diòcesi sufragània a Bòsnia. Emeric I, rei d'Hongria i seguidor de Spalato, també va aprofitar l'oportunitat per estendre la seva influència sobre Bòsnia. Les acusacions contra Kulin van seguir fins al 1202. El 1203, Kulin va intentar aturar l'amenaça d'intervenció externa. El 6 d'abril es va celebrar un sínode a petició seva. Després de l'abjuració de Bilino Polje, Kulin va poder mantenir la diòcesi bosniana sota l'arquediòcesi de Ragusa, limitant així la influència hongaresa. Els errors que van abjurar els bosnians a Bilino Polje semblen haver estat errors de pràctica, provinents de la ignorància, més que doctrines herètiques.

## Història
L'intent de consolidar el domini dels catòlics a Bòsnia durant els segles xii i xiii va resultar complicat. El banat de Bòsnia tenia relacions comercials intenses amb la República de Ragusa, i el bisbe de Bòsnia romania sota la jurisdicció de Ragusa. Els hongaresos ho disputaven per tal d'aconseguir la seva jurisdicció sobre els bisbes bosnians, però el primer ban Kulin de Bòsnia va evitar-ho. Per fer una croada contra ell, els hongaresos van prendre Roma, queixant-se al papa Innocenci III que el Regne de Bòsnia era un centre d'heretgia, basat en el refugi que alguns càtars (també coneguts com a bogomils) hi havien trobat. Per evitar l'atac dels hongaresos, Kulin va celebrar una assemblea pública el 8 d'abril de 1203 i va afirmar la seva lleialtat a Roma en presència d'un enviat del poble, mentre els fidels abjuraven els seus errors i es comprometien a seguir la doctrina catòlica romana. Tanmateix, això s'ignorava a efectes pràctics. Després de la mort de Kulin el 1216, es va enviar una missió per convertir Bòsnia a Roma però va fracassar.
El 15 de maig de 1225 el papa Honori III va instar els hongaresos a formar part de la Croada de Bòsnia. Aquesta expedició, com les anteriors, va acabar amb la seva derrota, i els hongaresos van haver de retrocedir quan els mongols van envair els seus territoris. El 1234, el papa Gregori IX va reemplaçar el bisbe catòlic de Bòsnia per suposades pràctiques herètiques. A més, Gregori va demanar el rei hongarès que fes una croada contra els heretges de Bòsnia. Tanmateix, els nobles bosnians van poder tornar a expulsar els hongaresos.
El 1252, el papa Innocenci IV va decidir posar el bisbe de Bòsnia sota la jurisdicció de Kalocsa, a Hongria. Aquesta decisió va provocar el cisma dels cristians bosnians, que rebutjaven sotmetre's als hongaresos, i van trencar relacions amb Roma. D'aquesta manera, va aparèixer una església de Bòsnia autònoma, en què posteriorment investigadors veurien una església càtar o bogomil, mentre que investigadors més recents com Noel Malcolm i John Fine consideren que no hi ha rastres de bogomilisme, catarisme o dualisme als documents originals dels cristians bosnians.
No va ser fins a la butlla del papa Nicolau Prae cunctis l'any 1291 que la inquisició liderada pels franciscans es va imposar a Bòsnia. Al segle xiii es va erradicar el bogomilisme a Bulgària i l'Imperi Romà d'Orient, però va sobreviure a Bòsnia i Hercegovina fins que l'Imperi Otomà va conquerir la regió el 1463.
L'Església de Bòsnia va coexistir amb l'Església Catòlica (i amb els pocs grups bogomils) durant la major part de l'edat medieval tardana, però no existeixen xifres acurades del nombre de seguidors de les dues esglésies. Diversos dirigents bosnians eren Krstjani, mentre que altres s'adherien al catolicisme per motius polítics. Stjepan Kotromanić va reconciliar Bòsnia amb Roma poc després, assegurant-se alhora que l'església de Bòsnia sobrevivia. Malgrat l'arribada dels missioners franciscans, l'Església de Bòsnia va sobreviure, tot i ser cada cop més feble, fins a desaparèixer després de la conquesta otomana.
Els forasters acusaven l'Església de Bòsnia de tenir vincles amb els bogomils, una secta dualista molt influenciada moviment maniqueu paulicià, i també amb l'heretgia Pataria (una variant del mateix sistema de creences del dualisme influït pels maniqueus). Els heretges bogomils s'havien centrat a Bulgària i ara són coneguts pels historiadors com a progenitors directes dels càtars. La Inquisició va informar de l'existència d'una secta dualista a Bòsnia a finals del segle xv, i els van anomenar «heretges bosnians», però aquesta secta probablement era diferent de l'Església de Bòsnia, al parer d'alguns historiadors. L'historiador Franjo Rački va escriure sobre això el 1869 basant-se en fonts llatines, però l'erudit croat Dragutin Kniewald el 1949 va establir la credibilitat dels documents llatins als quals es descriu l'Església de Bòsnia com a herètica. Actualment es creu que els seguidors de l'Església de Bòsnia, perseguits per les esglésies catòlica romana i ortodoxa, es van convertir principalment a l'islam després de l'arribada dels otomans, afegint així a l'etnogènesi dels actuals bosníacs. Segons Bašić, l'Església de Bòsnia era de caràcter dualista, i així no era un cisma ni de la catòlica ni de l'ortodoxa. Segons Mauro Orbini (mort el 1614), els patarens i els maniqueus eren dues sectes religioses cristianes de Bòsnia. Els maniqueus tenien un bisbe anomenat djed i els sacerdots strojnici (strojniks), els mateixos títols atribuïts als líders de l'Església de Bòsnia.
El centre religiós de l'Església de Bòsnia era a Moštre, prop de Visoko, on es va fundar la casa dels krstjani.